# 纳粹德国对华人的迫害
纳粹德国对华人的迫害是指纳粹德国时期德国境内的华人和华裔遭到系统性的大规模迫害，儘管没遭到大规模的屠杀，但在中德关系因第二次世界大战破裂后，纳粹德国政府原本对华人的监控和打压最终升级为直接迫害。绝大多数华人都被迫离开德国，剩下的则悉数遣送劳改营或集中营，遭到残酷虐待。至第二次世界大战结束，位于柏林、汉堡、不来梅的所有华人社区均被清除，德国境内已基本没有华人存在。

## 历史背景

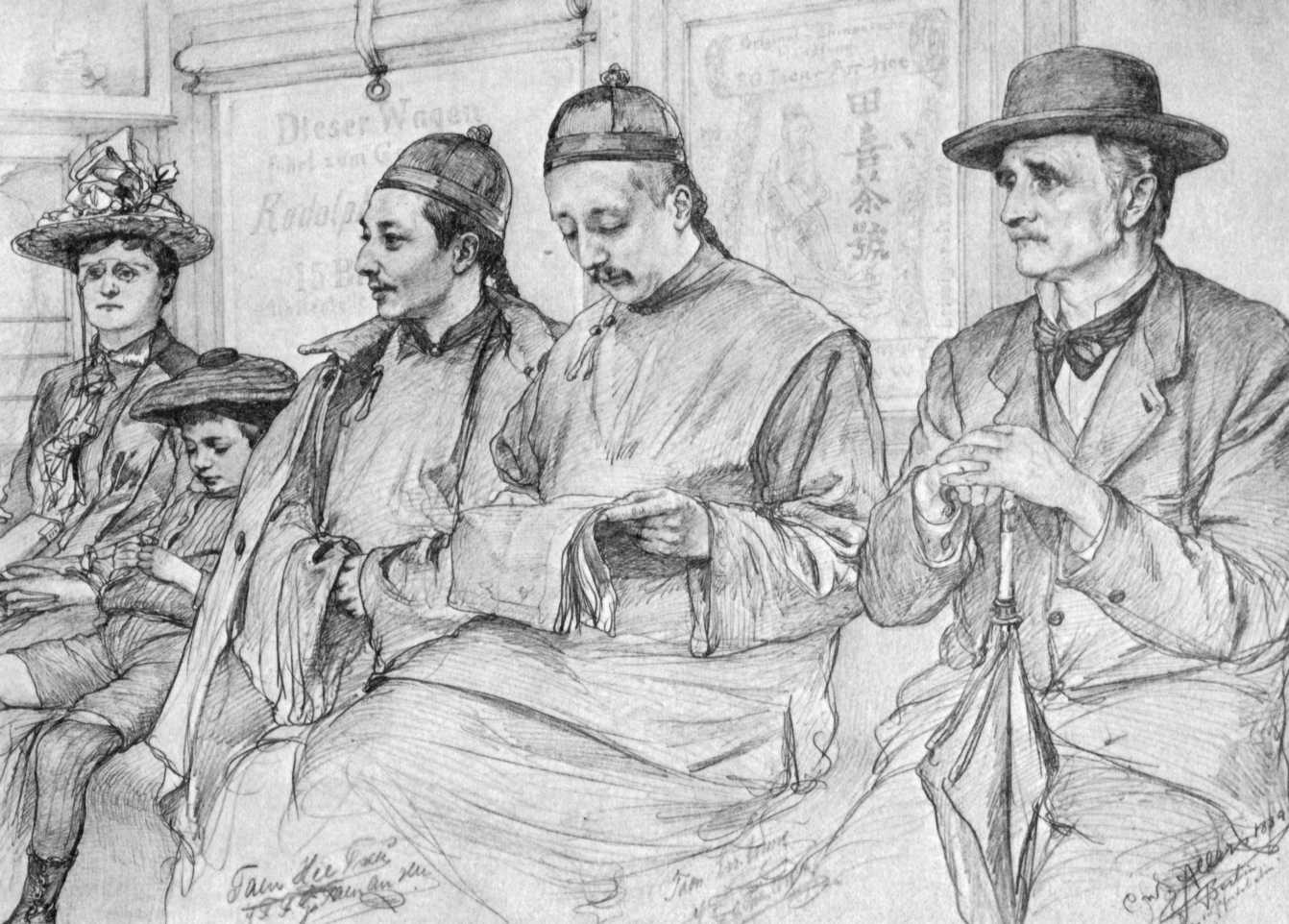
《有轨马车上的中国人》（Chinesen in der Pferdebahn），克里斯蒂安·威廉·阿勒斯为1889年小说《雅典狂欢》（Spreeathener）所作的版画插图

直到冷战末期，居住在德国的華人（相比来自其他国家的移民）数量始终不多，在德国的影响力也有限，仅仅在汉堡、不来梅、柏林这几个大城市形成具规模的华人社区。最初到达德国的中国人多是19世纪末、20世纪初来自广东和浙江的船员水手，这些人在抵达德国后，通常会在船只维护、装货的时候上岸休假一段时间。久而久之，在汉堡和不来梅这样的德国北部港口城市便开始出现中国人聚集区。位于汉堡中区圣保利的汉堡唐人街最终成为德国最大的华人社区。汉堡唐人街位于圣保利的主干道绳索街旁，从首饰街（Schmuckstraße）到大自由街（Großer Freiheit）的一片区域。当1921年中国驻汉堡总领事馆设立时，此处已有超过2000名华人居住，除职业水手外，绝大多数华人都以餐饮业和娱乐业为生，经营大量的中餐馆、酒吧、咖啡馆和歌舞厅，除此之外也有诸如鸦片馆和赌场之类的非法场所，管理着鸦片和武器的走私贸易。虽然规模远不比同时期国际著名的伦敦唐人街与洛杉矶唐人街，但结合了中国饮食和西方娱乐的汉堡唐人街依然很受德国当地人的欢迎。到1920年代，混乱神秘又热闹非凡的汉堡唐人街已经成了享誉全德的著名景点，库尔特·图霍夫斯基和路德维希·于尔根这样的著名德国作家都在他们的著作中对充满东方异域风情的唐人街有过生动的描述。
自1920年代后，大量的中国留学生则开始出现在柏林，这些学生大多具有左翼的激进政治倾向，其中不少人日后都成为中国共产党的重要人物（比如朱德和廖承志，以及专门前来柏林从事革命活动的周恩来）。除此之外也有许多人加入德国共产党，并在柏林建立了名为“中文语言圈”（Zirkel für chinesische Sprache）的左翼知识分子沙龙。当地针对亚洲人的种族歧视一直存在，一些德国人对唐人街内暗藏的黑帮和走私犯深感不安（虽然唐人街内的确存在非法活动，但實情往往被誇大），1925年右翼保守的的《德意志报》甚至还将中国移民称之为“黄祸”。但因为20世纪初如火如荼的中德合作，德国官方并没有对华人采取太过份的制裁手段。随着1920年代初中国总领事馆在德国的建立，中华民国政府方面也得以通过官方渠道为德国华人提供法律保护。德国的第一个正式华人协会“水手馆”便于1929年的双十节由德国华侨陈纪林在汉堡唐人街成立。

## 初期迫害

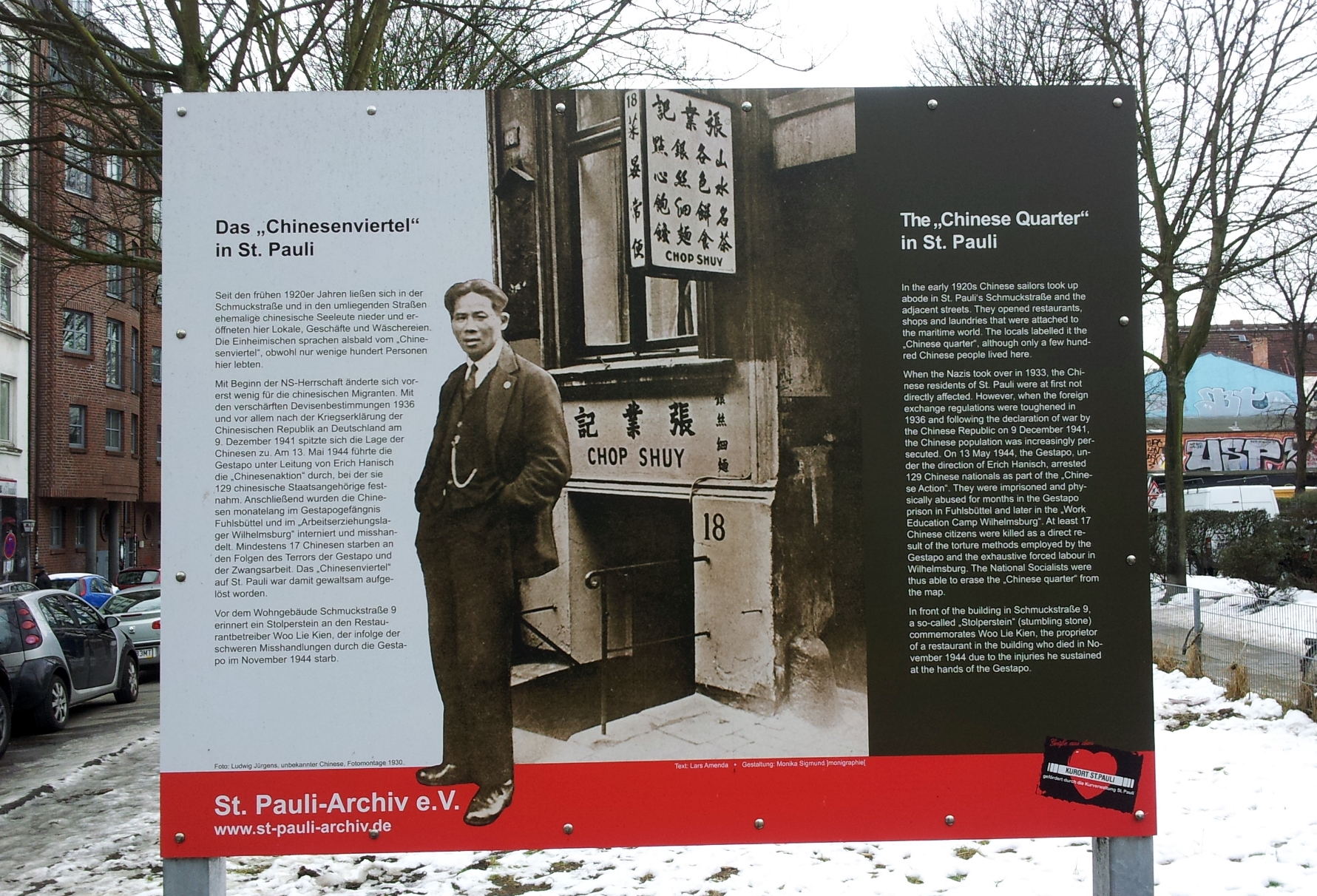
位于汉堡首饰街的一块纪念牌，上有关于汉堡唐人街和纳粹对华人迫害的简介

纳粹党在1933年上台后，起初未对华人进行太多迫害。希特勒本人也对中华文化颇为赞赏，不认为华人属于“劣等人”，不过也未像对日本人那样赋予其“荣誉雅利安人”的待遇。
然而随着纳粹党对反对派势力的清洗愈演愈烈，拥有大量左翼政治情绪的德国华人便成为政府打压的目标。尽管大多数普通华人平民在政治上并不积极，政府还是对华人社区展开监视与威胁，再加上德国民间传统的种族歧视得到纳粹党的煽动与承认，华人在德国的生活越来越艰难。自1936年起，盖世太保、汉堡警察和海关人员对汉堡唐人街的突击搜查越来越频繁，只要发现有华人违反纳粹当局外汇调查办公室严苛的经营条例就会被捕。1938年1月25日，莱因哈德·海德里希麾下的党卫队国家安全总局中国人中心（Zentralstelle für Chinese）在柏林、汉堡和不来梅成立，专门负责控制中国移民和阻止德国华人数量的增加。此时纳粹政府对德国华人的各种刁难就已经不仅仅只是因为政治立场了——中国人中心在成立后便公布多条带有明确种族主义色彩的法令，比如一律禁止“与德国女人同居或产生私生子女的中国人”续签签证并勒令将之逐出德国。
在如此的压迫下，大量中国留学生和华侨选择回国，一些左翼激进人士甚至还前往内战中的西班牙参加国际纵队。根据中华民国侨务委员会的报告，截至1935年仍留在德国的华人数已降至约1800人，到1939年二战前夕则仅剩1138人。
随着第二次世界大战在欧洲爆发，中德合作开始逐渐终结。1941年7月1日，德国（以及意大利）正式承认南京汪精卫政权，重庆国民政府遂与德断交。1941年12月9日，珍珠港事件后2天，中国最终对德国（及意大利、日本）宣战并正式加入同盟国。

## 中国人行动

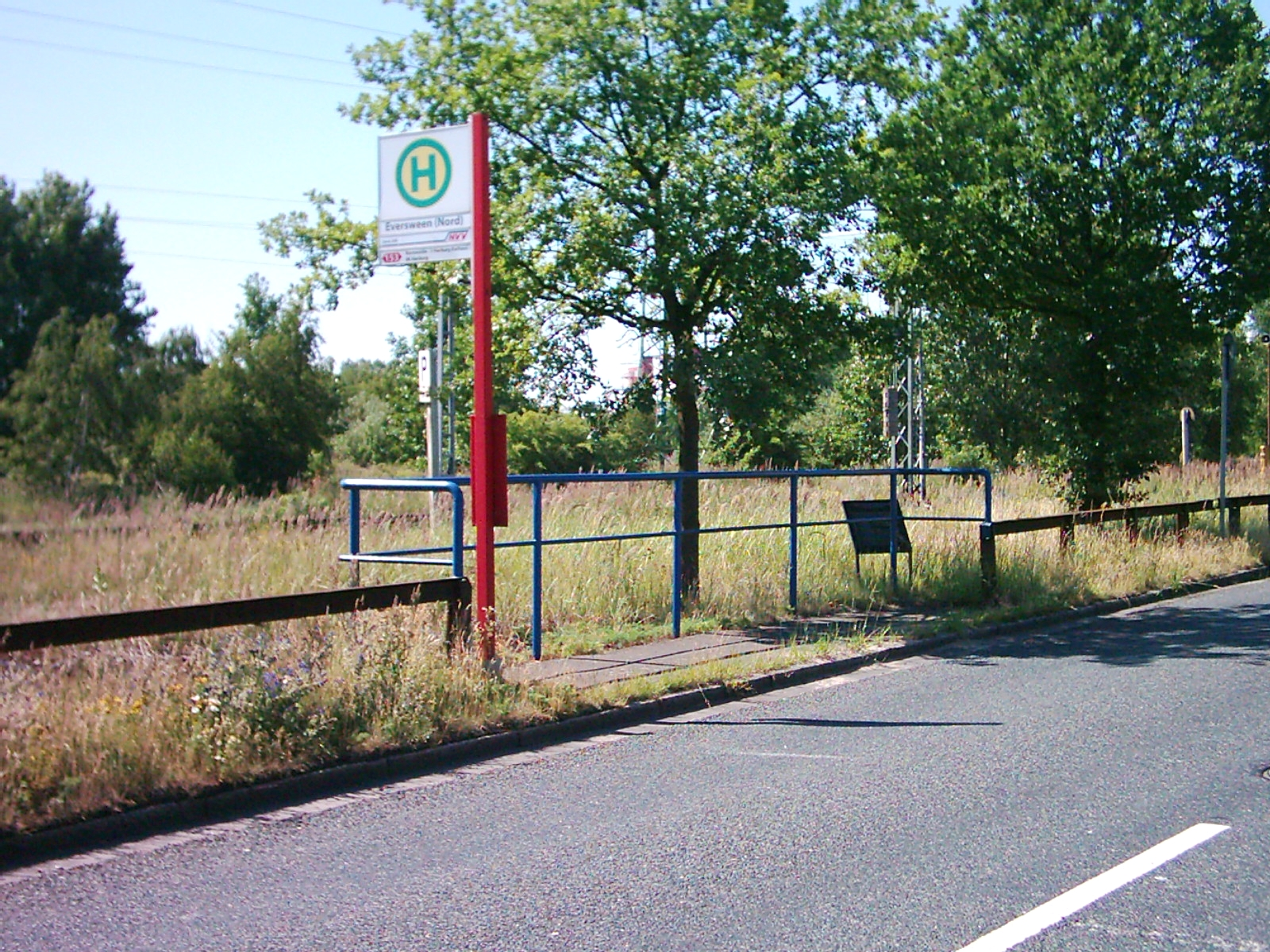
汉堡明日劳动营原址，营房早已无影无踪，如今只剩下一小块纪念牌（后方树荫下）证明其过去的存在

1942年春，由德国扣押的中国船员水手共165人集中到汉堡，被迫在极其艰苦的条件下进行强制劳动。同年，柏林中国人中心以“通敌”“间谍”等捏造的罪名将依然居住在柏林唐人街的最后323名华人全部逮捕，并最终将其统一押往位于汉堡中区威廉堡的明日劳动营。
1944年5月13日，盖世太保针对汉堡唐人街展开了代号为中国人行动的大规模抓捕。尽管水手馆的领袖陈纪林通过在纳粹当局内部的眼线事先探听到风声，并组织了超过100名华人逃离，但还是有129名华人和少数与华人同居的德国女人留在首饰街。这次中国行动由阿尔伯特·施韦尔姆（Albert Schwelm）的汉堡盖世太保负责，从封锁周边道路到挨家挨户的搜捕共动用超过200名汉堡警察和盖世太保人员，比首饰街最后剩下的居民总数还要多。在这次行动中，以“通敌罪”被集体逮捕的最后一批129名德国华人先是被押送到著名的汉堡第15号戴维警局，之后又被转移到霍尔斯滕格拉斯大街（Holstenglacis Straße）的汉堡拘留所，最终被关入了福尔斯比特监狱（该监狱的一部分曾被改装成纳粹集中营）。华人囚犯们在这里受到盖世太保的残酷虐待，不少人都死于狱中。
1944年9月，约60至80名华人囚犯从福尔斯比特监狱转到威廉堡的明日劳动营，使得明日劳动营成为纳粹德国最大的华人囚犯集中地。在纳粹监狱体系中，劳动营（Arbeitserziehungslager）不同于集中营（Konzentrationslager），专门负责为德国公司和军方提供劳工。虽然如此，明日劳动营的生活条件相比纳粹集中营也并没有好到哪里。劳动营内的政治犯们被强迫参加汉堡和附近地区的劳动，或在工厂中从事低等工作，或在郊外为国防军和警察部队挖掘工事，实际上就是形同奴隶使用。根据纳粹官方文件可以确认，因虐待和劳累过度在劳动营中遇难的华人为17名，然而由于在战争末期德国动荡，记录混乱而且大量档案丢失，真正的死亡人数相信要高得多。
福尔斯比特监狱里剩下的华人囚犯们，一少部分在几个月后被释放，不过更多人则作为奴隶苦工转送到其它纳粹劳动营或集中营。最后这些人中的大多数都进入了臭名昭著的诺因加默集中营，具体数量不详，是否有人最终活到被盟军解放也不得而知。在2005年第二次世界大战胜利60周年时节，新华社记者曾走访德国、奥地利和波兰的各大集中营档案馆进行调查采访，确认在奥地利的毛特豪森集中营至少曾囚禁5名中国人（也有可能是来自德国或其他国家的华裔）；德国魏玛附近的布痕瓦尔德集中营中也有至少3名中国人；波兰的奥斯维辛集中营则发现有至少一名中国人幸存到苏军解放。这些人到底是经纳粹之手从柏林、汉堡或不来梅的华人社区抓来后转送至此，还是因为别的原因在德国其它地区被抓，已不得而知。
在中国行动中，因与华人同居被捕的德国女性（她们或是华人的女友或妻子，或只是华人的朋友）也被纳粹当局冠以“中国荡妇”的名号，以“种族亵渎”罪将其送往集中营，这些妇女的具体姓名以及人数已经无从查找。

## 战后结局

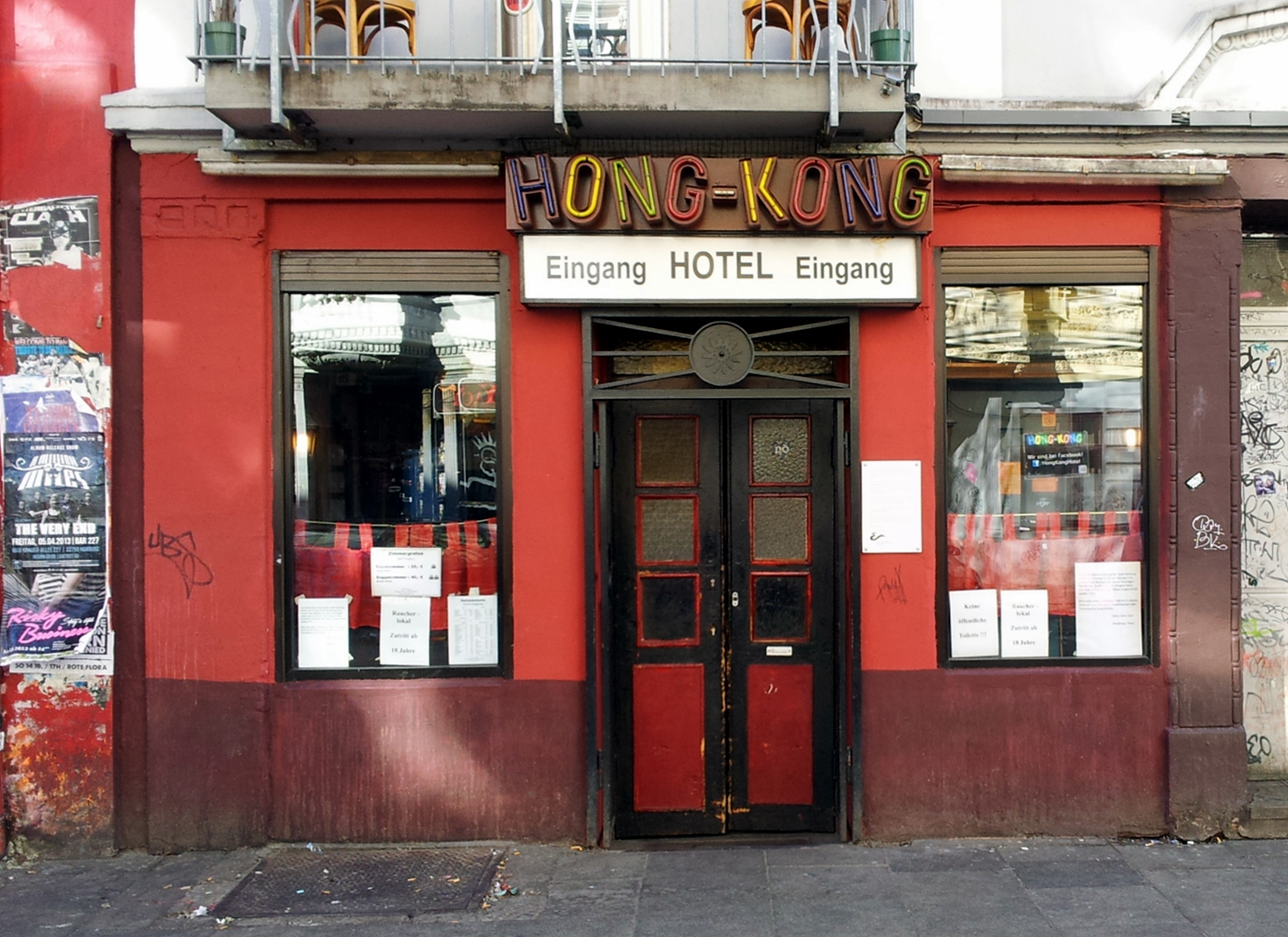
如今坐落于离首饰街不远的保罗－卢森街（Paul-Roosen-Str.）上的香港饭店

当中国国民政府在战后开始收容在德华人时，只确认了148名中国行动中的幸存华人。这些幸存者们绝大多数都选择回到中国，仅有少数人依然决定留在德国。其中之一的便是张添林，他在中国行动后被关在福尔斯比特监狱，后又辗转多个劳动营和集中营。张添林在1945年4月18日从德国北部基尔的劳动营获释后，回到已经没有华人的汉堡唐人街，并开办了战后德国的第一家中餐馆（战前德国所有的中餐馆和华人旅馆都已由纳粹摧毁）。张添林在1983年（也有一说1981年）去世后，这家名叫“香港饭店”（Hong Kong Bar）的小旅馆由其女张雪芳（Marietta Solty）继续经营，至今仍然营业，是当地不少老水手们喜欢聚集的地方，也是曾经在20世纪初名噪一时的汉堡唐人街所留下的最后痕迹。张雪芳于2021年6月7日去世，享年78岁。
以张添林为首的一些中国行动的华人幸存者战后曾向联邦德国政府申请赔偿，或者至少退换盖世太保和纳粹当局没收的个人财物，却遭赔偿办公室（Wiedergutmachungsamt）拒绝，理由是中国行动并非纳粹大屠杀的一部分。法院最终也判定盖世太保和汉堡警察在1944年针对中国人的大规模抓捕有着非纳粹种族主义的正当政治理由，所以中国行动只是一次“普通的警察行动”，德国政府没有义务为受害者赔偿。尽管张添林有着德国前政治犯委员会和纳粹政权受害者协会的正式会员身份，此事最终仍然不了了之。
2009年，康斯坦茨应用技术大学的四名学生制作了一部名为《陌生的家乡》的纪录短片，采访张添林之女张雪芳，围绕香港饭店讲述了汉堡唐人街的故事。德国联邦教育及研究部将该片评为“2009/2010中德科教年最佳影片”，并在2010年上海世博会德国馆播放。2021年6月28日，德国的“绊脚石”项目在唐人街原址的街道地面上安放了写有13名遇难华人名字的“绊脚石”，悼念遭纳粹德国迫害的汉堡华人，汉堡市文化部长和中国驻汉堡总领事等人正式献花默哀。